# 1911年中国
| 中国历史 / 中国历史年表                                                                                                   |
| 世紀： 19世纪中国 / 20世纪中国 / 21世纪中国                                                                               |
| 年代： 1880年代中国 / 1890年代中国 / 1900年代中国 / 1910年代中国 / 1920年代中国 / 1930年代中国 / 1940年代中国             |
| 年份： 1907年中国 / 1908年中国 / 1909年中国 / 1910年中国 / 1911年中国 / 1912年中国 / 1913年中国 / 1914年中国 / 1915年中国 |
| 纪年： 辛亥年（猪年） |

## 政府

### 大清

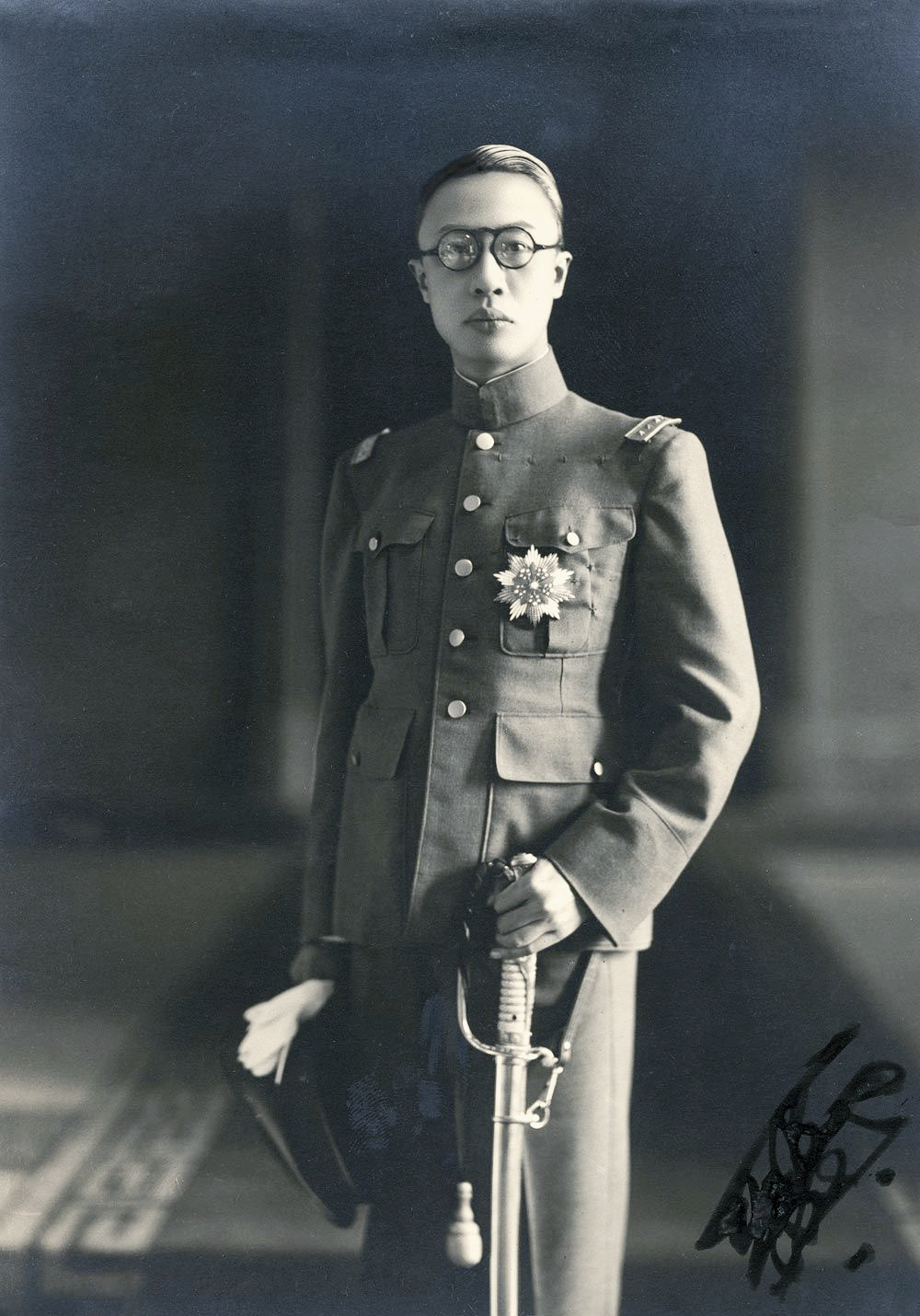
大清皇帝：宣統帝
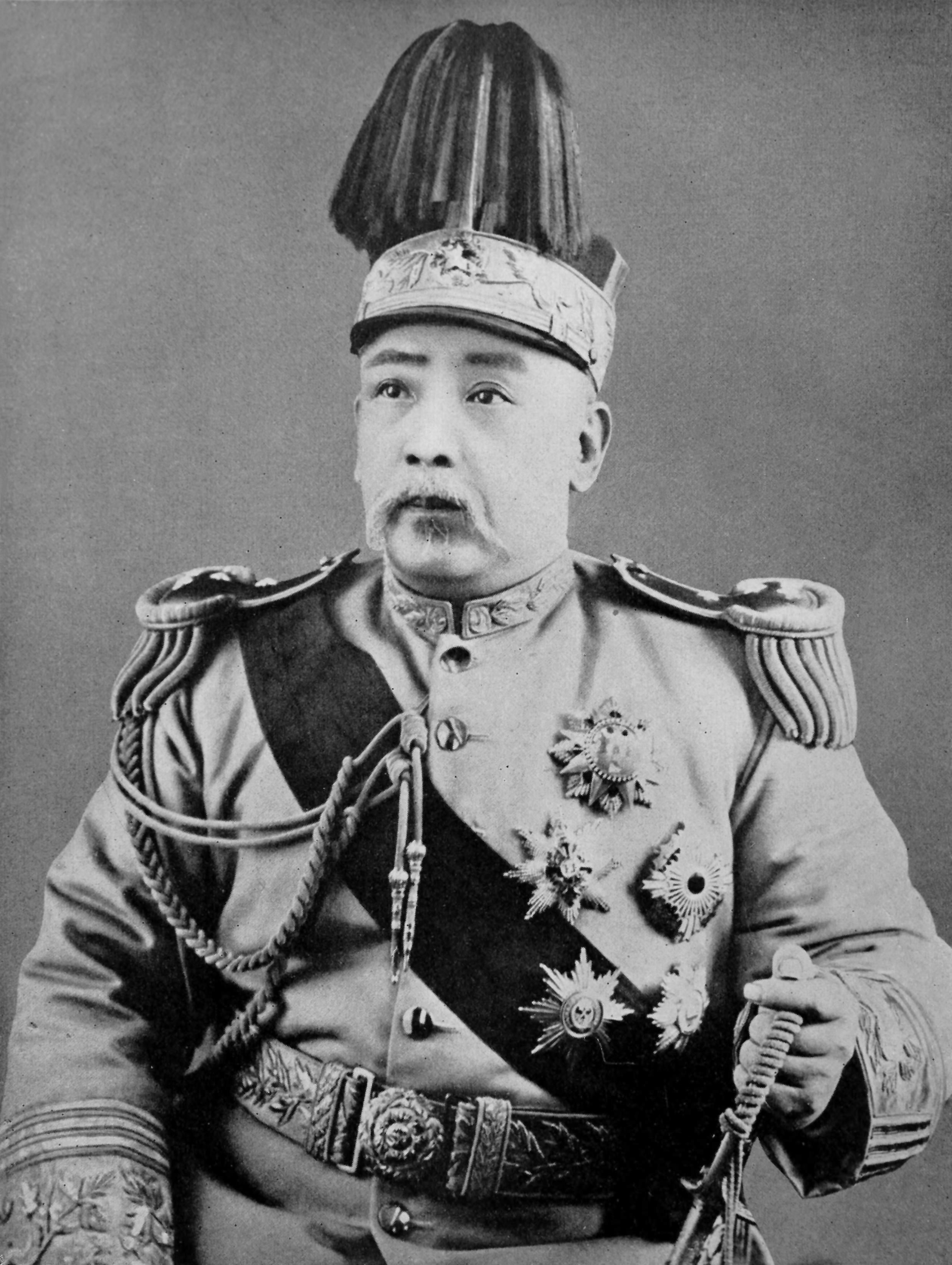
大清內閣總理大臣：袁世凱

## 大事記

### 1月
- 1月3日——孫中山自巴黎前赴比利時；英兵2,000人，由緬甸密支那出發，越野人山，進佔雲南片馬[1]:215。
- 1月6日——清廷命署郵傳部尚書唐紹儀開缺，補授盛宣懷為郵傳部尚書[1]:215。
- 1月14日——孫中山委任鍾華雄為中國同盟會深水埗主盟人[1]:216。
- 1月18日——黃興抵達香港，月底與趙聲等人成立統籌部，策劃黃花崗起義，黃、趙被舉為正、副部長[1]:217。
- 1月19日——孫中山自歐洲抵達紐約，開始對美國本土最後一次訪程，此行任務是為黃興等人再次發動黃花崗起義而緊急籌款[1]:217。
- 1月21日——孫中山自紐約函在巴黎之張繼，囑其吸收歐洲學界加入中國同盟會：「此為革命黨增長勢力之第一法門。」[1]:217
- 1月22日——清廷以英兵佔雲南片馬，命李經羲密飭地方文武，妥慎防維，並着外務部磋商辦理[1]:217。
- 1月23日——孫中山自紐約前赴舊金山[1]:218。
- 1月25日——李經羲以英佔片馬，奏請督軍備戰，並擬親督三軍，駐永騰，誓以身殉[1]:218。
- 1月27日——軍機處電李經羲，滇緬界事件外務部已照詰英使，並電出使英國大臣劉玉麟先商退兵，希遵旨妥慎規劃，計出萬全[1]:218。
- 1月28日——清廷頒布宣統三年（1911年）總預算案：歲入3.01910296億兩，歲出2.98448365億兩；法部尚書廷杰病逝，清廷以紹昌為法部尚書[1]:218。
- 1月30日——湖北革命團體文學社在武昌黃鶴樓由振武學社改組成立，舉蔣翊武為社長，詹大悲為文書部長，劉堯澂為評議部長，有社員800餘人[1]:218-219。
- 1月31日——孫中山由紐約抵達舊金山，晤黃三德等，籌款得2,000元，2月3日赴加拿大[1]:219。

### 2月
- 黃興為籌備黃花崗起義，托人致書中國同盟會會員居正，指示聯絡武昌新軍響應[1]:222。
- 2月3日——孫中山自舊金山致函日本人宮崎寅藏，為便利革命運動，表示願到日本居留，請設法向陸軍大臣處運動[1]:219。
- 2月4日——孫中山自舊金山前赴加拿大溫哥華，係應溫哥華《大漢日報》主筆馮自由之邀，馮電孫謂旅加華僑多傾向革命，保皇會勢力大減，此時向之籌款，大有把握，請於渡美途中來溫哥華；中國同盟會會員譚人鳳至香港與黃興、趙聲商議起義計劃，次日㩦2,000元返兩湖，派鄭贊丞駐上海，對南京第九鎮設機關從事運動；外務部以英兵佔領片馬事，電催出使英國大臣劉玉麟速與英政府交涉，務先撤兵而後勘界[1]:219。
- 2月6日——孫中山自舊金山抵達溫哥華，在致公堂及戲院演説，聽者2千至3千人，旋開展募捐，馮自由提議設立洪門籌餉局，致公堂首捐1萬港元，維多利亞致公堂公產樓宇抵押得3萬港元，多倫多致公堂公產抵押得1萬港元，加各埠捐款，加拿大共滙統籌部7萬餘港幣[1]:219。孫中山在加拿大溫哥華設立「洪門籌餉局」為革命籌款[2]:64。
- 2月8日——長春以北鼠疫蔓延數十州縣，死者近萬人，是日東三省總督錫良奏請飭大清銀行、交通銀行各撥50萬以應急需，清廷應允[1]:220。
- 2月10日——黃興以廣州大舉在即，致書南洋同盟會會員鄧澤如，催請速籌軍費軍[1]:220。
- 2月12日——孫中山致函吳稚暉，請其赴美洲就任《少年中國報》主筆[1]:220。
- 2月13日——孫中山出席溫哥華華僑歡迎會，發表演説揭露清廷「對於施行憲政，開設國會，無一毫之誠意」[1]:220。
- 2月14日——黃興致函鄧澤如，催促南洋滙寄起義款項2萬元[1]:220。
- 2月15日——孫中山覆函日本人宮崎寅藏，請與日本政府交涉，允許到橫濱駐足，並請其與犬養毅、頭山滿代為竭力圖之[1]:220。
- 2月19日——李經羲奏陳滇緬界務，請飭外務部速與英使磋議審查，並請簡員赴界測繪[1]:221。
- 2月20日——清廷以東三省鼠疫蔓延關內，令民政部、東三省、直隸、山東各督撫，督令所屬趕緊清理，務期早日撲滅[1]:221。
- 2月23日——黃興命令中國同盟會會員譚人鳳由香港抵達漢口，召集革命黨人居正、孫武等開會，籌商響應廣州大舉之計劃；中國同盟會南方支部長胡漢民自西貢致函鄧澤如，報告籌款經過，決定近期返回香港[1]:221。
- 2月24日——清廷從法部奏，通諭停止刑訊，永遠革除一切非刑、私刑，有關死罪人犯應行刑訊者，務須恪遵現行刑律辦理[1]:221。

### 3月
- 3月6日——孫中山自洛杉磯致美國友人布思告以將於一周內抵紐約，如屆時籌款仍無所作為，則務請退還吾黨同志簽署之文件[1]:222。黃興、趙聲、胡漢民聯名致函加拿大域多利埠致公堂，收到滙來3萬元，報告國內起義之事「俱已着實進行規劃，以兩粵為主，而江、浙、湘、鄂亦均為布置」[1]:223。
- 3月9日——李經羲奏陳英佔片馬一案，請飭部堅持聲明辦法，並交海牙保和會公斷[1]:223。
- 3月10日——中國同盟會會員陳與燊奉派自福建前赴台北，募得3,000日元，作為林文、林覺民回國參加黃花崗起義之川資及購械之用[1]:223。
- 3月12日——黃興、趙聲、胡漢民自香港統籌部致函旅加拿大中國同盟會會員馮自由，告以各地籌款情形，惟以加屬所得為巨，推崇馮氏貢獻最大，望各地籌款相助，使得速舉；中國同盟會會員宋教仁在上海出席全國商團聯合會成立會，對千餘名與會者發表演説，詳述英國侵佔片馬，俄國侵略新疆、蒙古情形：「滅亡瓜分之禍，悉係此焉」[1]:223。
- 3月14日——黃興致函鄧澤如，催速籌款，決心起義並贈相片一枚，示必死之決心[1]:223。
- 3月15日——湖北革命團體文學社在武昌舉行代表會議，蔣翊武主席並報告會務，推蔣翊武為社長、王憲章為副社長，並議決該社章程[1]:224。
- 3月22日——清廷以大學士世續為資政院總裁，侍郎李家駒充副總裁[1]:224。
- 3月31日——中國同盟會本部派譚人鳳前赴湖南聯絡同志，謀響應黃花崗起義，是日在長沙開秘密會議，劉文錦報告革命宗旨，計劃運動軍隊發動起義[1]:225。

### 4月
- 孫中山在芝加哥逗留期間，談及他一生之使命就是推翻滿清王朝，並且預計革命會早日取得成功：「革命有三個目的：推翻滿清政府；創立共和政體和按照美國政府一樣的方針組織國家。」[1]:228
- 4月3日——萬國防疫會在奉天開會，中、英、美、俄、德、法、奧、意、荷、日、印11國特派醫生參加，攝政王載灃電諭致賀，此係中國近代召開之首次國際學術討論會[1]:225。
- 4月5日——國際防疫所落成，各國醫學專家及中國伍連德博士等，遷入北京國際防疫會所，從事研究工作[1]:225。
- 4月8日——中國同盟會會員溫生才刺斃兼署廣州將軍副都統孚琦於廣州東門城外，溫當即被捕，於4月15日赴死；黃興在香港統籌部召開發難會議，決定分十路進攻廣州之計劃，黃興親率南洋及福建省同志百人攻總督署，其餘各路分由趙聲、徐維揚、陳炯明、黃俠谷、姚雨平、李文甫、張六村、洪承點、羅仲霍率領，並推定趙聲為發難總指揮，黃興副之[1]:226。
- 4月9日——外務部奏准游美肄業館改名清華學堂[1]:226。
- 4月14日——清廷補授張鳴岐為兩廣總督[1]:226。
- 4月15日——度支部尚書載澤與美英德法四國銀行團訂立《大清政府整頓幣制及興辦實業五厘遞還金鎊借款合同》，款額1,000萬鎊（5,000萬元）[1]:226-227。
- 4月18日——黃興致函李源水等，請竭力速籌款項，支援黃花崗起義[1]:227。
- 4月19日——孫中山自加拿大抵達紐約，當晚函告芝加哥同志，刻在紐約處理緊要問題，事畢即前赴芝加哥[1]:227。
- 4月20日——清廷授四川總督趙爾巽為欽差大臣，調任東三省總督兼管三省將軍事務，同日諭准錫良開缺回旗[1]:227。
- 4月中旬——宋教仁、陳其美先後應邀自上海前赴香港，參與黃花崗起義[1]:227。
- 4月21日——清廷以督辦川滇邊務大臣趙爾豐為四川總督，任四川布政使王人文充督辦川滇邊務大臣[1]:227。
- 4月23日——黃興離開香港抵達廣州，布置起義軍事，頻行致絕命書於海外同志，示犠牲之決心[1]:227。
- 4月24日——兩廣總督張鳴岐獲悉革命黨人即將起事，調兵防守廣州[1]:227。
- 4月26日——黃興電召在香港之敢死隊員悉數進省，準備發難，改為四路進攻廣州：一、黃興攻總督署，二、姚雨平攻小北門、飛來廟，三、陳炯明攻巡警教練所，四、胡毅生以20人守南大門，約定三月二十九日（4月27日）下午五點半一齊發動[1]:227。
- 4月27日——中國同盟會廣州起義，下午黃興率120人攻入總督署，總督張鳴岐逃走，旋分兵攻襲督練公所等處，與清軍巷戰，因寡眾不敵而失敗，黃興負傷脱險，中國同盟會會員喻培倫、林時塽、林覺民、方聲洞等86人犧牲，事後收殮烈士遺骸72具，合葬於城郊黃花崗，是役亦稱「黃花崗之役」[1]:228。
- 4月28日——趙聲、胡漢民聞黃花崗起義訊，率留港黨員200餘人到省增援，清晨登岸，始知事敗，胡漢民等返回香港，趙聲至廣州河南晤黃興，當夜亦返回香港；廣東順德民軍數百人響應黃花崗起義，竪旗舉事，越二日攻入佛山，不久即失敗；孫中山自紐約抵達芝加哥，從報上獲悉黃花崗起義失敗，當晚即電香港胡漢民探詢同志安危及善後辦法[1]:228。
- 4月29日——清廷諭令兩廣總督張鳴岐認真督飭文武，搜捕黃花崗起義之革命黨人[1]:228。
- 4月30日——黃興由徐宗漢護送至香港，入醫院割治右指傷，住院期間黃興以左手書告海外同志，説明是役失敗之原因；孫中山出席芝加哥同盟分會歡迎會，演説革命救國道理，與會者踴躍捐款[1]:228。

### 5月
- 加拿大同盟會支部成立，馮自由為支部長，周連盛為副部長，溫哥華加盟者百數十人，維多利亞加盟者數十人[1]:233。
- 5月3日——湖北共進會在武昌胭脂巷機關召開緊急會議，居正、劉公、孫武、焦達峰、楊時杰出席，孫武提出兩湖首先起義，各省響應，受到與會者一致贊同；江蘇諮議局以兩江總督張人駿有意破壞該局議決之預算案，議長張謇及常駐議員憤而全體辭職[1]:229。
- 5月4日——孫中山接胡漢民覆電，獲悉黃興、朱執信等安全脱險，欣然表示「天下事尚可為」，並為死難烈士籌集撫恤費；清廷諭令所借英、美、德、法四國銀行1,000萬鎊、日本橫濱銀行1,000萬元，專備改定幣制、振興實業及推廣鐵路之用，不得移作別用[1]:229。
- 5月5日——芝加哥同盟會開會，請孫中山指示籌餉方法，孫提出「集合巨款，分途舉義」，暫以100萬美元為目標，議決設立革命公司辦理，同日由孫通電全世界，布告革命宗旨[1]:229。
- 5月7日——孫中山致函謝秋，檢討黃花崗起義失敗原因在於金錢不足，告以芝加哥成立中華實業公司，革命成功後專辦開礦，欲籌資本百萬元，供充革命軍費，囑將此事通告同志，同日孫離開芝加哥前赴波士頓[1]:229-230。
- 5月8日——清廷授慶親王奕劻為內閣總理大臣，大學士那桐、徐世昌為內閣協理大臣，授梁敦彥為外務大臣、善耆為民政大臣、載澤度支大臣、唐景崇為學務大臣、蔭昌為陸軍大臣、載洵為海軍大臣、紹昌為司法大臣、溥倫為農工商大臣、盛宣懷為郵傳大臣、壽耆為理藩大臣，清廷組成「皇族內閣」；裁撤原內閣、軍機處、會議政務處，設立內閣，頒布《內閣官制》19條；設立弼德院，頒在《弼德院官制》24條，授陸潤庠為弼德院院長；設立軍諮府，授郡王銜貝勒載濤、貝勒毓朗為軍諮大臣[1]:230。
- 5月9日——清廷頒布鐵路幹路國有化政策，幹線歸國有，支線仍准商辦，命度支部、郵傳部「悉心籌劃，迅速請旨辦理……如有不顧大局，故意擾亂路政，煽惑抵抗，即照違制論」[1]:230。
- 5月10日——湖北革命團體文學社召開代表會議，決定設立起義領導機關於武昌小朝街85號，並決定同共進會聯合；內閣總理大臣、慶親王奕劻以內閣總理大臣斷難勝任，奏請收回成命，清廷不准[1]:230-231。
- 5月18日——中國同盟會會員趙聲在香港病逝；清廷派端方以侍郎候補充督辦粵漢、川漢鐵路大臣[1]:232。
- 5月20日——孫中山分別致函宮崎寅藏、萱野長知，請向日本新內閣交涉其再入日本問題；郵傳部尚書盛宣懷與德、英、法、美四國銀行團在北京訂立《湖北湖南兩省境內粵漢鐵路及鄂境內川漢鐵路借款合同》（簡稱「湖廣鐵路借款合同」），款額600萬英鎊[1]:232。
- 5月21日——孫中山前赴華盛頓，希冀美國政界人士實力援助中國革命；清廷以河南布政使沈慶瑜為貴州巡撫，貴州巡撫龐鴻書解職[1]:232。
- 5月24日——清廷命內閣議奏：外務部以片馬事起，雲南省紳民對該部多有責望，密陳歷年與英交涉滇緬界務之經過，請速定辦法[1]:232。
- 5月27日——清廷諭飭外務部知道：雲南旅蜀同鄉黃德潤等憤英兵佔據片馬，會議應付方法，由護理川督王人文代奏[1]:233。
- 5月28日——郵傳部接管郵政事宜，由郵傳部左侍郎李經方兼郵政總局局長，派法國人帛黎為總辦[1]:233。
- 5月31日——孫中山覆函舊金山同盟會會員李綺庵，嘉許其熱心籌辦革命公司，從事籌款和習練飛機回國殺敵[1]:233。

### 6月
- 6月1日——郵傳部大臣盛宣懷、督辦粵漢川漢鐵路大臣端方會電護理四川總督王人文，宣布處分川路股款辦法：所有川路現存及已用之款，一律更換國家保息股票[1]:233。
- 6月4日——各省諮議局聯合會討論組織政黨，將帝國統一會改為憲友會，是日在北京湖廣會館開正式成立會，舉雷奮、熊佛蘇、孫洪伊3人為常務幹事，決定總部設北京，各省設支部，擬定章程29條、政綱6條，以「尊重君主立憲政體」、「督促責任內閣」相號召[1]:234。
- 6月6日——江蘇諮議局議長張謇自漢口乘京漢鐵路火車北上，前赴北京陳請組織中國報聘美國團及中美聯合興辦航業公司事，次日至河南彰德晤袁世凱交換時局意見[1]:234。
- 6月8日——孫中山抵達洛杉磯，次日致函舊金山致公總堂，贊賞和欣慰其有意實行贊助中華革命事業；張謇抵達北京，越二日謁見內閣總理大臣奕劻[1]:234-235。
- 6月13日——攝政王載灃召見張謇於勤政殿，張謇歷陳外交之危險，內政應以注重民生，實行憲政為要務：「外交有三大危險期，內政有三大重要事」[1]:235。
- 6月14日——度支部大臣載澤約見郵傳大臣盛宣懷及張謇，討論收回四川鐵道為國有方法，張謇建議應將川路現存已用及虧倒各款一律允還川人，平息保路風潮[1]:235。
- 6月17日——四川鐵路公司召開大會，到四五千人，宣布成立四川保路同志會，舉蒲殿俊為會長，羅綸為副會長；黃興、胡漢民致書加拿大各埠同志，告以黃花崗起義失敗後黨人在新軍中勢力甚大，而鐵路國有問題激動民心，使廣東、兩湖、浙江、四川五省反對政府之氣益熾，殷實商人願附吾黨者日眾，決心乘此時機，卷土重來，深望美洲同志早作籌款之預備，切勿坐誤事機；清廷命湖南布政使趙濱彥着開缺來北京，另候簡用，湖南布政使着鄭孝胥補授[1]:236。
- 6月18日——孫中山在舊金山建議美洲同盟總會與致公堂聯合，經多次會商，是日發表聯合布告，全體同盟會員加入致公堂；清廷以陳寶琛為山西巡撫[1]:236。
- 6月19日——護理四川總督王人文以四國鐵路借款合同喪失路權國權，欺君誤國，嚴劾郵傳部大臣盛宣懷，請速治罪，然後修改合同，以救危亡[1]:236-237。
- 6月25日——孫中山在中國同盟會美國葛侖分會成立大會上演説國家與個人之關係，激勵僑胞反滿救國[1]:237。
- 6月30日——各省諮議局聯合會發表宣言，通告全國，略謂：今日政府失信於國人者，約有下列數端：一、借債政策，二、改定幣制政策，三、興業政策，四、鐵路國有政策，五、禁煙政策，六、外交政策：今日之政府「名為內閣，實則軍機。名為立憲，實則專制……君主立憲國皇族不能充當內閣」[1]:238。

### 7月
- 7月5日——孫中山函覆黨人鄭占南，告已收到付款及今後行止[1]:238。張謇致書攝政王載灃，提出國事三策：一、請發表政見，二、實行閣部會議，三、廣開幕府[1]:239。
- 7月10日——孫中山在舊金山倡議設立「美洲中華革命軍籌餉局」，對外稱「美洲金山國民救濟局」，朱三進任主席，羅怡任副主度，孫手訂《籌餉局章程》12條，規定革命軍宗旨為廢滅韃虜清朝，創立中華民國，實行民生主義，使我同胞共享自由、平等、博愛之幸福；江亢虎倡導之社會主義同志會（亦名中國社會民主黨）在上海張園開成立會，發行《明星報》[1]:239。
- 7月11日——清廷以江蘇布政使陸鍾琦為山西巡撫，直隸提法使齊耀琳為江蘇布政使[1]:239-240。
- 7月15日——中央教育會議在北京行開幕式，7月17日正式開會，推張謇為會長，共開會18次，議決12案，至8月12日閉幕[1]:240。
- 7月16日——孫中山致函日本友人宗方小太郎，深望結合所識名士，發起提倡日本、中國人民之聯絡，啟導貴國之輿論，游説貴國之政府，使表同情於中國革命事業[1]:240。
- 7月18日——孫中山致函鄧澤如，告以舊金山籌餉情形，並告嗣後當再往東美歐洲，以辦外交要件[1]:240。
- 7月21日——孫中山在舊金山設立「美洲洪門籌餉局」（亦稱「中華革命軍籌餉局」），手訂《洪門籌餉局緣起》及《革命軍籌餉約章》，籌餉局議決由孫、張藹蘊、黃芸蘇、趙煜四人分途游美國南北各埠演説籌餉；上海《民立報》刊載税務處調查全國人口統計表，中國實有4.38425億人[1]:240-241。
- 7月22日——孫中山致函中國同盟會會員李是男，促其立即開辦新籌餉局，由其管庫，新舊兩局銀錢、帳目分清[1]:241。
- 7月23日——清廷增設荷屬爪哇島總領事一員，泗水、蘇門答臘正領事各一員[1]:241。
- 7月28日——孫中山致函越南中國同盟會會員劉易初，告以胡漢民將前赴越南籌劃軍費，希望倡導，共襄大業[1]:241。
- 7月29日——清廷以湖北布政使余誠格為陝西巡撫，未到任前以布政使錢能訓暫行護理[1]:241。
- 7月31日——中國同盟會中部總會在上海開成立會，宋教仁、陳其美、譚人鳳等29人到，舉陳其美為庶務幹事、宋教仁為文事幹事、譚人鳳為交通幹事、潘祖彝為財務幹事、楊譜生為會計幹事，通過總會「章程」和「宣言」，於上海設總機關，分部設各省[1]:242。

### 8月
- 8月6日——中國同盟會會員楊篤生因黃花崗起義失敗及列強有瓜分中國之説，在英國利物浦憤而投海自殺[1]:243。
- 8月10日——孫中山覆函荷馬李，告以國內運動新軍起義：「在北京以外的有十餘鎮以上確有把握，而首都的所有各鎮亦皆大有希望」，同志吳祿貞已被任為第六鎮統制：「近日我收到大量來函，催促我盡快東返並從速發動起義。當前未辦之唯一急務仍在設法為起義籌集必要的資金。」[1]:243
- 8月11日——孫中山函覆中國同盟會會員鄭澤生，指各省民心之望革命軍起，已若大旱之望雲霓，望糾合同志，竭力資助；北京成立全國教育會，通過章程，舉張元濟為會長，伍建光、張謇為副會長，同日張謇發起之全國師範聯合會在北京成立[1]:244。
- 8月13日——中國同盟會會員林冠慈、陳敬岳在廣州南門內雙門底炸傷廣東水師提督李準，林當場赴死，陳被捕於11月7日赴死[1]:244。
- 8月15日——清廷調善耆為理藩大臣，以桂春署民政大臣，調鳳山為廣州將軍，以壽耆為荊州將軍[1]:244。
- 8月17日——孫中山命美洲同盟總書記林朝漢覆函古巴華僑黃鼎之，委任黃為當地主盟人，旋哈瓦那成立古巴同盟分會；梁啟超致書聯絡陸軍第六鎮統制官吳祿貞，由潘若海面遞，並委潘與吳面詳一切[1]:245。
- 8月19日——內閣奏准本年七月一日（8月24日）改《政治官報》為《內閣官報》，以為公布法律命令機關[1]:245。
- 8月24日——成都召集川路特別股東會緊急大會，到數萬人，全場憤激，痛哭失聲，下午續開大會，數萬人擁入會場，全城罷市、罷課、罷税，街衢皆搭席棚，均供奉「德宗景帝萬歲」牌舉哀[1]:245。
- 8月28日——孫中山覆函鄭占南，告以收到來函及1,500元，並告「禮拜四即初九日動程往砵倫並東方一帶，不日或由紐約往英京」；盛宣懷電瑞澂，商請抽調鄂軍入川，保護商埠，以作聲援[1]:246。
- 8月29日——瑞澂電盛宣懷，允派鄂軍入四川，並主嚴旨責成趙爾豐懲辦四川人[1]:246。
- 8月30日——孫中山應黃興要求，經洪門籌餉局滙去一萬元港幣，以供暗殺機關經費[1]:247。
- 8月31日——孫中山自美國舊金山致函吳稚暉，以黃興為革命成敗之關鍵人物，不宜再演汪精衛之悲劇，行個人暗殺主義；清廷以世續現在賞假，命李家駒署理資政院總裁[1]:247。

### 9月
- 9月2日——孫中山偕黃芸蘇離開舊金山，赴美國北部各地籌餉[1]:248。
- 9月6日——清廷調陸徵祥為出使俄國大臣，以劉鏡人為出使荷國大臣[1]:249。
- 9月7日——署四川總督趙爾豐誘捕四川諮議局議長蒲殿俊、副議長羅綸，股東會會長顏楷、副會長張瀾、鐵路公司主席董事彭芬等9人，成都數千人手捧光緒帝牌位湧入督署和平請願，要求釋放蒲、羅等人，趙爾豐下令開槍，32人死難，釀成「成都血案」[1]:249-250。
- 9月10日——督辦粵漢川漢鐵路大臣端方率帶鄂軍三十二標兩隊，由湖北乘「楚同」艦啟程前赴四川查辦[1]:251。
- 9月12日——孫中山致函日本人宮崎寅藏，告已抵西雅圖，探詢日本西園寺公望新內閣對中國革命黨之方針，並望再托犬養毅向新內閣交涉准予入境事宜[1]:251。
- 9月14日——孫中山覆函蕭漢衛，四川革命軍業已發動，全國各省當急起援應，將不待籌款之成，立即回國[1]:252。
- 9月15日——清廷命開缺兩廣總督、前任四川總督岑春煊，即着由上海乘輪，即刻啟程，前往四川，會同趙爾豐辦理剿撫事宜[1]:252。
- 9月16日——居正、楊玉如受文學社、共進會委派前赴上海，催黃興、宋教仁、譚人鳳到武漢主持大計，並攜款到上海購買手槍，以備舉事之用，宋、陳其美、譚、居等連日在陳住所召集上海機關部會議，決定上海、南京同時發動，並由呂天民攜函前赴香港，同黃興聯繫[1]:253。
- 9月24日——在武昌文學社與共進會開第四次聯合大會，討論起義計劃，60餘人到，臨時主席孫武，通過軍政府組成人員（劉公總理）名單，確定起義日期為10月6日（中秋節），迅電湖南焦達峰，同時發難，決定組織臨時總司令部，推蔣翊武為革命軍臨時總司令；新軍第八鎮炮隊第八標三營左隊士兵與排長劉步雲在武昌南湖衝突，霍殿臣等擁入軍火庫內搶奪大炮，準備暴動，霍等因無炮彈遂棄炮逃走，黨人起義消息泄露，武漢戒嚴[1]:255。
- 9月25日——孫中山覆函荷馬李，告以四川保路風潮「為民眾與政府之間發生鐵路爭端所引起……我們從未打算讓四川軍隊在國民運動中起首倡作用」；辦理四川剿撫事宜岑春煊自上海乘輪前赴四川[1]:255。
- 9月28日——湖南中國同盟會會員焦達峰函告武昌起義指揮部，10月6日起義湖南準備未足，請展期10天，起義指揮部決定10月16日（八月二十五日）湖南省、湖北省同時發難；清廷不准郵傳部大臣盛宣懷奏請開缺回籍[1]:256。
- 9月29日——清廷不准慶親王奕劻奏請開去總理大臣管理外務部差缺[1]:256。
- 9月30日——黃興致函馮自由，請轉致孫中山，設法急籌大款，以謀響應四川保路運動[1]:256。

### 10月
- 10月1日——清廷命英人安格聯為總税務司，原任赫德9月20日於英國逝世[1]:257。
- 10月2日——岑春煊抵達湖北，舊病復發，奏請開去差使，清廷命岑暫緩前赴四川[1]:257。
- 10月3日——黃興自香港函覆中國同盟會中部總會，贊同武漢起義計劃，並告以南洋籌款事尚難定行止，盼居正先來香港一商[1]:257。
- 10月4日——黃興急電鄧澤如等，告以武漢新軍發動在即，將往策應，請速籌款；清廷頒布國樂專章：「鞏金甌，承天幬，民物欣鳧藻，喜同袍，清時幸遭，真熙皞，帝國蒼穹保，天高高，海滔滔」，此係中國正式頒布之第一首國歌；廣九鐵路通車，全長163公里[1]:257。
- 10月5日——黃興得居正由上海派人到香港報告，知武昌起義事在必行，是日致函旅居加拿大中國同盟會會員馮自由，請轉電孫中山，急籌巨款助之[1]:257。
- 10月6日——黃興致函宋教仁、陳其美、譚人鳳、居正等，告以「吾黨發難時之組織，不可不以軍律行之」，凡事先重計劃，計劃一定，只有命令，不得違抗；湖廣總督瑞澂恐黨人八月十五日（中秋節）起義，下令武漢特別戒嚴[1]:258。
- 10月7日——黃興致函美洲華僑伍平一、黃芸蘇、李是男等，告以四川鐵路風潮其勢甚急，湖南、湖北軍隊極表同情革命，請竭力籌款，同日同樣內容致函美洲致公堂及籌餉局；宋教仁、陳其美、譚人鳳、居正等在上海陳宅會商，當晚派譚乘火車赴南京，約革命黨人舉事；清廷頒布《鹽政院官制》，改鹽政處為鹽政院，管理全國鹽務，以度支大臣載澤兼鹽政院大臣[1]:258。
- 10月9日——共進會孫武等人在漢口俄租界寶善里14號總機關部配制炸藥，不慎爆炸，孫面部受傷送醫院，俄捕聞聲前往搜查，捕黨人劉同、王炳楚等，搜走黨人名冊、旗幟、印信、文告等；文學社於武昌小朝街85號蔣翊武、劉堯澂、彭楚藩、楊宏勝等人獲悉漢口機關失事，決定於當夜12時發動，擬定命令，以武昌南湖炮八標鳴炮為號，各營同時起義；楊宏勝因演試炸彈爆炸被捕，夜劉堯澂、彭楚藩等亦被捕，小朝街機關部遭破壞，次晨彭、劉、楊於督署門外赴死[1]:259。
- 10月10日——武昌起義爆發，是夜共進會工程營總代表熊秉坤率領工程第八營首先發難，奪取楚望台軍械庫，城外塘角輜重營李鵬昇、余鳳齋舉火起義，率隊占領鳳凰山[1]:259。文學社社員蔡濟民、彭紀麟率第二十九標、三十標，方興、李翔東率陸軍測繪學堂學生齊集楚望台，徐萬年、蔡漢卿率南湖炮八標800名士名入中和門，同工程、輜重兩營會師，起義新軍共約2,000人，舉工程營左隊隊官、日知會會員吳兆麟為總指揮，分三路於10時半攻總督衙門，徹夜激戰，瑞澂登「楚豫」艦，第八鎮統制張彪率部赴漢口[1]:260。
- 10月11日——武昌起義新軍攻佔總督署，光復武昌全城，新軍死傷20餘名，督署清軍死40餘名、傷30餘名，旗兵死500名、被俘300餘名；湖北軍政府成立，吳兆麟在武昌閲馬廠諮議局開會，黨人及諮議局員、紳耆數十人到，議長湯化龍主席，舉第二十一混成協協統黎元洪為鄂軍都督，總參議湯化龍，發布《中華民國軍政府鄂都督黎布告》，宣布起義宗旨，號召推倒清政府，建立民國；孫中山抵達美國科羅拉多州典華城，譯讀黃興10餘日前從香港發來之密電：「居正從武昌到港報告新軍必動，請速滙款應急。」[1]:260
- 10月12日——湖北軍政府發出《布告全國電》等10道通電，宣告武昌光復，請即同時響應，同日又電上海黃興、宋教仁、居正來湖北，並請轉電孫中山從速回中國主持大計；孫在美國典華城從報紙上獲悉「武昌為革命黨佔領」之報道後，決定放棄在美籌款計劃，在紐約轉赴英國從事外交活動；清廷命湖廣總督瑞澂革職，暫署湖廣總督，以觀後效，並令軍諮府、陸軍部迅派陸軍兩鎮，由陸軍部大臣蔭昌督率，迅速前往，所有湖北各軍及赴援軍隊均歸節制調遺，並飭海軍提督薩鎮冰率艦，會同長江水師，即日赴援；文學社趙承武率第二十一混成協四十二標二營在居仁門發難，響應武昌起義，光復漢口，10月14日湖北軍政府任命詹大悲為漢口軍政分府主任，何海鳴副之；文學社陽夏支部長胡玉珍率第二十一混成協四十二標一營起義，光復漢陽[1]:261。
- 10月13日——下午，湖北軍政府開軍事會議，黎元洪當眾宣布贊成革命，「成敗利鈍，生死以之」；湖北軍政府派清軍第八鎮統制張彪親信齊寶堂攜黎元洪函渡江，招降張彪遭拒；清廷以駐武昌第八鎮統制官張彪倉皇棄營逃出，命即行革職，並着瑞澂責令迅速痛剿，克復省城；孫中山由美國聖路易抵芝加哥，為芝加哥同盟分會代擬召開預祝中華民國成立大會通告，大會於10月15日舉行，「仰各界僑胞屆期踴躍齊臨慶祝」；胡石庵主編《大漢報》在漢口創刊，同日《民國日報》在漢口創刊；駐漢口英、法、日、俄、德五國領事舉行領事團會議，接受法國領事羅氏建議，各國保持中立，對革命政府不加干涉[1]:262。
- 10月14日——清廷補授袁世凱為湖廣總督，並督辦剿撫事宜，所有該省軍隊及各路援軍均歸其節制調遣；黎元洪派夏維松、李國鏞至漢口晤各國首席領俄領敖康夫，請其承認民軍為交戰團體；中國同盟會會員譚人鳳、居正奉黃興命抵達武昌，召集黨人開會，議決即請譚、居二人速回上海，請黃興、宋教仁到湖北，並促各省響應；湖北軍政府照會駐漢口各國領事，請即時將停泊漢口租界六碼頭之「楚豫」兵艦（瑞澂伏處該艦）驅逐出境，希於24小時內答覆，過時我軍將開炮轟擊，次日革命軍炮兵於武昌塘角射擊「楚豫」艦，未幾該艦即鼓輪向下游；湖北軍政府招募新兵，武漢工農踴躍從軍；柏林《每日報》刊載孫中山致英國金融界代表稱，呼籲倫敦、紐約、舊金山、新加坡、西貢和馬來亞等地財政金融界人士給予中國革命財政支持：「共和國承認滿洲政府給予外國人的一切特權和租讓權。」；清廷補授岑春煊為四川總督，並督辦剿撫事宜，所有該省軍隊暨各路援軍，均歸其節制調遣；清廷命編組陸軍第一、二、三軍，派蔭昌、馮國璋、載濤分別督率，以第一軍赴湖北，第二軍備調，第三軍駐守近畿；張謇至南京，促江寧將軍鐵良出兵湖北，並奏請清廷「速頒決行憲法之諭」，越二日張至蘇州與程德全再商奏稿，程乃聯合熱河都統溥頲、山東巡撫孫寶琦具奏，要求改組內閣，宣布立憲[1]:263。
- 10月15日——湖北軍政府據報蔭昌所帶隊伍先鋒已抵武勝關，是晚開會討論作戰計劃，決先擊攘漢口之敵，逐次向北進攻，以阻止清軍南下；湖北軍政府都督黎元洪頒布「刑賞條例」告示及「豁免惡税」布告；美國芝加哥舉行預祝中華民國成立大會，赴會者有留學界、工商界僑胞；清廷命開去王人文川滇邊務大臣，遺缺以趙爾豐充任，岑春煊未到以前着趙兼辦川中剿撫事宜；陸軍大臣蔭昌率隊赴湖北剿辦革命軍，10月17日抵達河南信陽；清軍統帶馬繼增率步隊第二十二標抵達漢口江岸，10月20日第三協統領王占元率隊抵漢口灄口；端方抵重慶[1]:263-264。
- 10月16日——湖北軍政府通過《中華民國軍政府條例》，凡六章24條；湖北軍政府機關報《中華民國公報》創刊，主筆張樾；黃興自香港致巴達維亞華僑書報社同人函，告以鄂軍克復武昌，南方各省若不急起，不足以固後路，請「力滙巨款，協謀圖粵」；日本外務大臣內田康哉密令伊集院向清政府表示，日本政府已採取措施，保證日商供給軍火「討伐」革命軍，希望清政府改變對日態度，尊重日本在滿洲地位[1]:264。
- 10月17日——黎元洪在武昌閲馬廠祭告天地、黃帝，行誓師禮，全軍提槍三呼「中華民國萬歲」；黃興自香港經上海前赴武昌，行前致函美洲籌餉局：「望海外同人盡力相助」，途中致電日本人萱野長知，囑「即採購炸藥，攜往武昌相助」；駐漢口各國領事公推英國領事館職員潘恩持公函至武昌軍政府謁見黎元洪，稱領事團「承認民軍為交戰團，各國嚴守中立」，次日駐漢口英國、法國、俄國、德國、日本領事正式會銜布告嚴守中立；海軍提督薩鎮冰率海軍抵達漢口，10月20日黎元洪致函勸薩鎮冰率海軍響應革命[1]:264-265。
- 10月18日——湖北民軍於漢口丹水池進攻清軍，開始陽夏戰爭，張彪率部激戰攻陷劉家廟，民軍退至大智門；在華盛頓，孫中山致函美國國務卿諾斯克要求秘密會晤；湖北軍政府派黃楚楠、彭漢率同李長庚等往黃州招撫，經黃州同志聯絡，於10月17日夜清官吏逃匿，是晨黃州光復，成立鄂東軍政府，黃、彭任正、副主任，並收復鄂城縣、蔪水縣、大冶縣、黃石縣、蔪州縣、陽新縣、廣濟縣[1]:265。
- 10月19日——民軍攻克漢口劉家廟，清軍退灄口；文學社社員、第四十一標第一營排長唐犧支等率赴川新軍於10月18日夜在宜昌起義，是晨宜昌光復，唐犧支任司令部長；湖北軍政府檄電各省漢人督撫，無拘君臣小節，復興大漢河山；清廷諭令長江一帶水陸各軍均歸湖廣總督袁世凱節制調遣[1]:265。
- 10月20日——湖北軍政府頒布告示，為懲暴安良，特設執法支部；孫中山自華盛頓抵達紐約，致電兩廣總督張鳴岐促其速率所部反正；慶親王奕劻派徐世昌到河南彰德與袁世凱密商，袁世凱提出就職條件六項：明年即開國會，組織責任內閣，寬容此次起事之人，解除黨禁，須委以指揮水陸各軍及關於軍隊編制之全權，須與以十分充足之軍費[1]:266。
- 10月21日——清廷命蔭昌迅籌布置，妥速進攻革命軍，並着炮隊即日開赴前敵助剿；清廷從袁世凱奏請，命副都統王士珍襄辦湖北軍務，軍諮府正使、副都統馮國璋迅赴彰德籌商一切，已開缺奉天度支使張錫鑾、已革黑龍江民政使倪嗣冲、直隸候補道段芝貴、山東軍事參議官陸錦、直隸補用副將張士鈺、直隸候補知府袁乃寬均准其調赴前敵差遣委用；清廷從袁世凱奏諭令在直隸、山東、河南等省招募壯丁12,500人，編集25營作為湖北巡防軍，並令度支部撥款400萬兩；清廷命李經羲、趙爾巽分別派撥數營援四川；張謇與伍廷芳、唐文治、溫宗堯聯名致電攝政王載灃：「大勢所在，非共和無以免生靈之塗炭，保滿漢之和平。國民心理既同，外人之有識者議論亦無異致，是君主立憲政體斷難相容於此後之中國。」[1]:266
- 10月22日——中國同盟會會員焦達峰、陳作新率長沙新軍響應武昌起義，佔領軍械局圍攻撫署，殺巡防營統領黃忠浩，湖南巡撫余誠格潛逃，是晚各界集諮議局，舉焦達峰、陳作新為中華民國湖南軍政府正、副都督，湖南光復[1]:266。
- 10月23日——是夜10時，江西九江新軍第五十三標標統馬毓寶率部起義，攻佔道府兩署，並湖口要塞、馬當要塞，九江光復，次日成立中華民國駐潯軍政分府，舉馬毓寶為都督；西安新軍攻破滿城，文瑞自殺，錢能訓被拘，前陝甘總督升允逃往甘肅，革命軍以「秦隴復漢軍大統領」張鳳翽名義張貼安民告示，成立陝西軍政府，陝西光復；湖南都督府參議院成立，譚延闓為院長，頒布《參議院各項條規》，規定：「參議院規劃軍民全局行政用人一切事宜」，都督府命令須經該院同意並由該院發交各部執行；清廷命署江北提督段祺瑞酌帶得力將弁，迅赴湖北前敵，歸袁世凱節制調遣[1]:267。
- 10月24日——黃興抵達上海，當晚會晤宋教仁，歷陳進取滬寧及武漢方略；日本內閣通過「關於對清政策」決議，要旨為：設法延長滿洲租借地期限並取得一切鐵路鋪設權，維持日本在中國一切優越的經濟地位如有不測事件發生日本政府當採取斷然措施[1]:267。
- 10月25日——湖北軍政府通過《中華民國鄂軍政府改訂暫行條例》，凡四章15條，規定撒銷政事部，都督統轄軍令部、參謀部、軍務部，並轄內政、外交等六局一律正名為部；湖南岳州新軍起義，岳州光復；清新任廣州將軍鳳山由上海抵達廣州赴任，被黨人李沛基炸斃[1]:267-268。
- 10月26日——孫中山在紐約秘密會見日本人鶴岡永太郎：目前華中起義，係由本人所指揮，本人將於近期內經由倫敦轉赴歐洲，預定自歐洲經印度洋返歸亞洲，日本政府如能同意本人不更名而登陸，則將再度取道美國，經西雅圖前往日本；蔡元培致函孫中山，聯繫在德國購炮，以作攻打北京之用；資政院上奏彈劾盛宣懷，清廷命即行革職永不叙用，同日補授唐紹儀為郵傳部大臣，未到任前，由吳郁生暫行兼署；清廷命開釋四川諮議局議長蒲殿俊、副議長羅綸等九人，前護四川總督王人文、現署四川總督趙爾豐交內閣議處[1]:268。
- 10月27日——漢口民軍自劉家廟進攻，攻至三道橋附近，清軍分兩路反攻，民軍退守劉家廟，復敵艦三艘助戰，民軍自劉家廟敗退至大智門，民軍臨時總指揮張景良逃匿，後為兵士誅斃，下午清軍再攻，民軍傷亡千餘人，復退至歆生路及劉家花園一帶；雲南騰越同盟會會員張文光聯絡新軍、防營起義，總兵自殺，官吏逃散，越二日張文光被推為滇西都督；清廷授湖廣總督袁世凱為欽差大臣，所有赴援之海陸各軍並長江水師暨此次派出各項軍隊均歸其節制調遣；清廷命蔭昌將第一軍交馮國璋統率，俟袁世凱到後再行回北京供職，馮國璋總統第一軍、段祺瑞總統第二軍均歸袁世凱節制調遣；清廷撥宮中內帑銀100萬兩專充湖北軍餉[1]:268。
- 10月28日——黃興、宋教仁等由上海到武昌，黃興到都督府與黎元洪會商軍事，被推為全軍總司令，當夜渡江赴漢口前線督師，設總司令部於滿春茶園；漢口民軍自歆生路反攻清軍，居正督師，下午克大智門車站，追擊至劉家廟遭清軍機槍猛擊，死傷甚眾，居正中彈受傷，復退回原陣地[1]:269。
- 10月29日——太原新軍起義，攻佔撫署，殺巡撫陸鍾琦，太原光復，成立山西軍政分府，舉標統閻錫山為都督，溫壽泉為副都督，山西光復；上海《民立報》刊載《鄂人致袁世凱書》，敦促袁「率部下健兒，回旗北向，犁掃虜廷」，作「漢族之華盛頓」；袁世凱派劉承恩致函黎元洪，要求早息兵事，和平了結，次日都督開會討論，孫武、胡瑛主張覆信談判，以反對者眾遂作罷論；清廷論張人駿派員將瑞澂拿解到北京，交法部嚴訊治罪[1]:269。
- 10月30日——雲南新軍第十九鎮第三十七協協統蔡鍔與中國同盟會員、新軍軍官李根源、唐繼堯等決定響應武昌起義，並舉為起義軍臨時總指揮，當夜蔡鍔指揮昆明新軍起義義，次日進攻軍械局、總督署及五華山清軍陣地，雲南昆明爆發重九起義；湖南都督焦達峰在諮議局召集會議，商討都督府各機關之組織，議決取消參議院；焦達峰派楊任（晉康）為西路招撫使，前往常德招撫，是日楊率50餘人抵達常德，商民揭白旗歡迎，常德光復；湖南寶慶中國同盟會會員鄒永成等聯絡巡防營起義，知府、知縣均逃走，成立寶慶軍政分府，推謝介僧為都督、鄒永成為副都督，寶慶府城光復；清廷下詔罪己，承認「用人無方，施治寡術」，「民財之取已多，而未辦一利民之事」，表示同全國軍民「維新更始，實行憲政」；資政院總裁、大學士世續「因病乞休」，清廷允之，同日以學部右侍郎李家駒充資政院總裁；清兵艦三艦炮襲武昌，民軍回擊激戰數小時，清艦始向下游退去，同日清陸軍據礄口炮擊漢陽兵工廠[1]:270。
- 10月31日——南昌新軍起義，佔領各衙署，江西巡撫馮汝騤逃走，次日成立江西軍政府，推協統吳介璋為都督，江西光復；蔡鍔指揮昆明起義新軍攻佔軍械局、總督署，第十九鎮統制鍾麟同被處決，雲貴總督李經羲護送出境，昆明光復；湖南立憲派煽動黃忠浩殘部在長沙政變，殺副都督陳作新於北門口，又至都督府殺都督焦達峰，迎譚延闓為都督；湖北軍政府機關報《中華民國公報》以孫中山名義發表《中華民國軍政府大總統孫布告》兩件，號召「各省義軍代表，同心戳力，率眾前驅……直搗黃龍府，與同胞痛飲策勳，建立共和國」；清軍向漢口民軍左翼礄口一帶，右翼張美之巷，中央陣地滿春茶園一帶，分途攻擊，戰至下午6時民軍不支，放棄漢口退守漢陽；孫中山自美國紐約電旅居倫敦之荷馬李將軍，告以即將回國組織政府，並托其在英國洽商貸款；宋教仁自武昌致函上海中國同盟會中部總會陳其美等，告以武漢戰事吃緊，望南京、安徽盡速行動，以牽制清軍；湖南衡州中國同盟會會員周果一會黨起義，衡州知府兼衡永郴桂道祿顯逃走，衡州光復；袁世凱自彰德南下抵達信陽接任視事，蔭昌返回北京[1]:270-271。

### 11月
- 袁世凱率領大軍入北京組閣，並迫載澧退歸藩邸，繼又迫載濤交出禁衛軍，清室軍政大權盡握袁手中，袁立命馮國璋全力攻漢陽[3]:1。
- 11月1日——清軍馮國璋部攻占漢口，黃興率民軍退守漢陽，清軍在漢口市區縱火焚掠，火勢延燒三日不止，繁華商店化為焦土；孫中山自紐約電荷馬李，告以黃興已安抵漢口，國內形勢大有改善，明日可乘輪赴倫敦；中國同盟會中部總會陳其美、鈕永建、李平書等集議，議定「上海先動，蘇杭應之」行動方案，以支援武昌[1]:271。清廷准奕劻內閣辭職，授袁世凱為內閣總理大臣，着即來京組織完全內閣，仍節制調遣派湖北陸海各軍及長江水師；安奉鐵路全線通車[1]:272。
- 11月2日——黃興自漢陽返回武昌，與黎元洪共商應敵之策，並在軍政府緊急軍事會議上報告軍情，舉黃興為中華民國軍政府戰時民軍總司令；孫中山自紐約前赴倫敦；清廷命資政院起草《大清帝國憲法》；清廷諭湖廣總督魏光燾未到任前，以前署江北提督王士珍署理[1]:272。
- 11月3日——黎元洪在武昌閲馬廠舉行登壇拜將儀式，將戰時民軍總司令印信、委任狀授予黃興，下午黃興率參謀人員在漢陽城接防備戰，設總司令部於漢陽昭忠祠；中國同盟會會員陳其美率領商團、學生、敢死隊及部分軍警在上海舉事，進攻江南制造局，陳隻身進入局內説服該局總辦張士珩及兵士投降，被扣押，起義群眾奮起進攻，各處民眾及反正軍隊爭先往援；雲南軍政府成立，舉蔡鍔為都督，李根源為軍政部長兼參議院長，改原諮議局為省議會，張惟聰為議長；清廷依資政院奏，頒布《憲法信條》，凡19條，承認「皇帝之權以憲法所規定者為限」，11月26日又以憲法19信條宣告太廟；日本外務大臣內田康哉電伊集院，告以「政府方針是務必同袁世凱保持密切關係，望遇事依此方針妥善處理」；上海《時務報》總理汪康年病逝於天津[1]:272-273。
- 11月4日——上海商團及部分軍警攻佔江南制造局，張士珩逃走，陳其美遇救，舉光復會會員李燮和為臨時總司令駐局辦事，上海光復；設吳淞軍政分府，舉黃漢湘為總司令，吳淞光復，11月9日由李燮和繼任總司令；自治學社黨人張百麟運動貴陽新軍及陸軍大學堂學生、哥老會起義，貴州巡撫沈瑜慶出逃，軍學各界在諮議局開會，宣布獨立，成立「大漢貴州軍政府」，舉中國同盟會員新軍教練楊藎臣為都督，趙德全為副都督，張百麟為樞密院長，任可澄為副院長，貴州光復；第六鎮統制吳祿貞自石家莊至娘子關與山西軍政府都督閻錫山會晤，議定組織燕晉聯軍，直取北京推翻清廷，舉吳祿貞為燕晉聯軍大都督兼總司令，閻錫山為燕晉聯軍副都督兼副總司令；迤西自治總機關部成立，舉趙藩為總理（未就），雲龍、李福興為協理；清廷准袁世凱奏請，令漢口各軍停止前進，並命各統兵大員宣布朝廷德意，妥速安撫；清廷命第六鎮統制吳祿貞署山西巡撫；駐泊上海清海軍「南琛」等各艦艇反正[1]:273-274。
- 11月5日——蔣介石奉陳其美之命前赴杭州聯絡黨人與新軍約期起義，11月4日晚新軍分路進攻各衙門，蔣親率敢死隊猛攻撫署，俘浙江巡撫增韞，省城光復，各界代表在諮議局開會，成立浙江軍政府，舉湯壽潛為都督，浙江光復；江蘇巡撫程德全應蘇州紳商各界之請宣布江苏独立，成立「中華民國江蘇都督府」，都督程德全；山東巡撫孫寶琦允代奏，山東諮議局議長夏繼泉召山東各界聯合會開會，議決八條，要求清廷罷戰，接受革命軍要求，憲法定中國為聯邦政體，山東省自由規定山東省憲法及練兵；寧波軍政分府成立，舉新軍統領劉詢為都督，浙江寧波光復；紹興軍政分府成立，舉原知府程贊清為民政長，浙江紹興光復；廣東香山縣中國同盟會會員鄭彼岸鼓動前山新軍起義，進兵石岐佔領縣署，香山光復[1]:274。清廷從資政院奏請，命袁世凱迅速確查，將殺民焚街的漢口清軍按律治罪，國家賠償民眾財產；江亢虎在上海改中國社會主義同志會為中國社會黨，通過「黨綱」2項，「政策」7項，主張土地及資產公有，設共和政體[1]:275。
- 11月6日——滬軍都督府（亦稱上海軍政府）成立，舉陳其美為滬軍都督，陳兼任都督府司令部長，參謀部長黃郛，軍務部長鈕永建，外交部長伍廷芳，民政部長李平書，財政部長沈縵雲，交通部長王一亭，海軍部長毛仲芳；章太炎致電滬軍都督陳其美，稱「探悉大革命家孫君逸仙已於前日乘船回國，不日即可抵埠。請貴處派員妥為招待，以便與之協商北伐攻寧之策，俾得早定大局，以蘇民困」；江蘇無錫光復，舉中國同盟會會員秦毓鎏為軍政分府總理；江蘇松江府光復，成立松江軍政分府，推鈕永建為軍政部長；江蘇清江鋪新軍攻佔淮陽道署，全城光復，11月12日舉蔣雁行為江北都督；江蘇太倉、昆山光復；浙江湖州光復，舉沈譜琴為民政長；清廷開釋前謀刺攝政王載灃之汪精衛、黃復生、羅世勳，發往廣東，交張鳴岐差遣；梁啟超自日本返國，行前三日致書徐勤，謂此行目的，乃假手資政院，取「和袁慰革，逼滿服漢」方針，實現「撥亂反治之大業」；張謇電告袁世凱，清廷有「他狩之説」，促其迅速北上，「入定京師」；清廷命袁世凱迅速來京，所有前敵事宜，着先交署湖廣總督王士珍接辦；清廷命張勳充會辦南洋軍務大臣[1]:275。清廷授第二十鎮統制張紹曾為宣撫大臣，馳赴長江一帶，宣布朝廷德意[1]:275-276。清廷令李純為第六鎮統制官，潘矩楹署第二十鎮統制官；清廷命督辦粵漢川漢鐵路大臣端方暫行署理四川總督[1]:276。
- 11月7日——廣西光復，桂林新軍將領擁巡撫沈秉堃獨立，改巡撫衙門為軍政府，諮議局為議院，桂軍為國民軍，以沈秉堃為都督，王芝祥、陸榮廷為副都督；第六鎮統制吳祿貞在石家莊遇刺死難；黎元洪致電獨立省軍政府，徵詢共同組織政府意見，以便各國承認為交戰團體；黎元洪接見清方信使劉承恩，提出説和必須推倒清廷，並表示管皇族吃穿居住；鎮江光復，江蘇鎮江新軍於峴涼山起義，圍攻鎮江城，駐防副都統載穆自殺，次日全城光復，成立鎮江軍政府，舉中國同盟會會員林達慶為鎮江都督；江蘇揚州貧民孫天生聯合駐防清軍起義，光復揚州，次日孫天生以揚州軍政府都督名義頒發文告，11月20日清緝私營統領徐寶山攻殺孫天生，成立揚州軍政分府，徐為軍政長；浙江嘉興光復，浙江軍政府派新軍赴嘉興，趕走巡防營統領沈棋山，成立軍政分府，中國同盟會會員于笥任民政長；浙江衢州光復[1]:276。
- 11月8日——安徽光復，安慶士紳在諮議局開會宣布安徽獨立，舉巡撫朱家寶為都督；資政院開第八次會議，舉袁世凱為內閣總理大臣[1]:276。張謇致電袁世凱，請其贊同共和，「為神州大陸洗四等國最近之大羞，毋為立憲共和留第二次革命之種子」[1]:276-277。清廷諭淮河南巡撫寶棻奏請，派農工商部右丞袁克定赴河北一帶召募防軍，辦理團練；湖南軍政府第二批援鄂湘軍第二協4個營由甘興典率抵漢陽，駐美娘山、三眼橋至扁擔山一線；兩廣總督張鳴岐（由胡銘盤代表）召集各界在諮議局討論廣東獨立問題，決定次日獨立；新軍第九鎮統制徐紹楨率部起義，自秣陵關進攻南京雨花台，因彈藥不濟，分向鎮江、蕪湖退卻；江蘇南通獨立，成立通州總司令處，推張謇為總司令長；江蘇常熟、江陰光復；浙江溫州光復，成立溫州軍政分府；英公使朱爾典電告英外交大臣葛雷，英領並未承認民軍為交戰團體，同時並通知駐漢領事葛福，英國目前不宜承認此事[1]:277。
- 11月9日——廣東獨立，廣州各界在諮議局開會，到數千人，議決宣布共和獨立，舉張鳴岐為都督，龍濟光為副都督，蔣尊簋為軍事部長，旋因發現張已逃往沙面，龍不允就任，改舉胡漢民為都督，胡未到任前蔣尊簋為臨時都督；福州新軍起義，福州將軍朴壽率駐防旗兵2,000餘拒抗，旗兵不支乞降，閩浙總督松壽自殺；黎元洪再電獨立各省，請速派全權代表來鄂會議組織臨時政府；黃興致函袁世凱，勸袁「出而建拿破侖、華盛頓之事功，直搗黃龍，滅此朝食」，表示南北各省當「拱手聽命」；清廷命袁世凱為內閣總理大臣；廣東中國同盟會會員陳炯明、鄧鏗發動淡水起義，是日光復惠州，清提督秦秉直獻城歸降，舉陳炯明為惠州軍政府總司令[1]:277。駐虎門清軍廣東水師提督李准率部隊反正，集所部艦隊於省河，迎新舉之都督胡漢民歸省接任[1]:277-278。安徽合肥光復，成立軍政分府，推黨人孫萬乘為司令；安徽蕪湖光復，成立蕪湖軍政分府，舉吳振黃為總司令；江蘇常州光復，成立常州軍政分府，舉中國同盟會會員何鍵為司令，屠敬山為民政長[1]:278。
- 11月10日——福州清旗兵反攻，民軍再戰敗之，殺朴壽，旗兵降，福州光復，次日軍政府成立，孫道仁為都督；福建廈門光復，次日成立廈門軍政分府，中國同盟會會員張海鵬為統制；廣東汕頭光復；清廷授世續總管內務府大臣，開去繼祿總管內務府大臣[1]:278。
- 11月11日——孫中山由紐約抵英國倫敦，與吳稚暉研究建國大計，計議仍用青天白日旗為國旗；上海都督陳其美分電蘇督程德全、浙督湯壽潛，提議組織江浙聯軍會攻南京，並推徐紹楨為聯軍總司令，旋程、湯覆電贊同；蘇督程德全、浙督湯壽潛聯電滬督陳其美，主在上海設立臨時會議機關，並擬訂集議方法及提議大綱4條；廣東潮州光復；清駐漢口兵艦「海琛」、「海籌」、「海容」三大艦，及「江貞」、「楚豫」等艦，魚雷艇「湖鷹號」駛往九江，於途中起義；袁世凱派劉承恩、蔡廷幹至武昌與軍政府洽和，劉、蔡稱只要贊成君主立憲，兩軍即可息爭，軍政府請劉、蔡轉達袁，倘能贊助共和，將推為汴冀都督；清廷命軍諮大臣毓良開缺，以大學士徐世昌充軍諮大臣[1]:278。
- 11月12日——江蘇都督府代表雷奮、沈恩孚，浙江都督府代表姚桐豫、高爾登，分電各省代表赴上海會議，商討組織臨時政府問題[1]:278。鎮江都督林達慶電上海軍政府，中國同盟會會員張海珊被推為統制，主由各都督特派代表在上海開特別大會，公議建設政府地點，並舉臨時大總統；奉天國民保安公會成立，趙爾巽為會長，吳景濂、伍祥禎為副會長，通過獨立宣言書12條；江西都督吳介璋辭職，彭程萬繼任；浙江軍政府以上海都督陳其美倡儀組織聯軍會攻南京，即成立浙軍混成支隊，支隊長朱瑞，是日自杭州加入蘇浙聯軍序列[1]:279。
- 11月13日——孫中山在倫敦委托英國維加炮廠總理道生為代表，往晤英外相葛雷，遞交一份由孫與荷馬李共署之備忘錄，表示中國政府與英國、美國締結聯盟，並要求英國政府支持中國的革命政權，而在孫任總統之新政府成立後，將給予英、美超過其他國家之各種政治軍事特權；上海都督陳其美電光復各省，請派代表赴上海議建臨時政府；江浙聯軍總司令徐紹楨設司令部於鎮江，參謀長陶駿保，聯軍共萬餘人，四路會攻南京：鎮軍、浙軍、蘇軍各3,000人，淞軍、滬軍先鋒隊各600人，及松江、江陰等巡防營；山東紳商學界開聯合保安會，議決獨立，設臨時政府，舉孫寶琦為大總統，賈頡卿為副總統（旋改大總統為大都督）；山東煙台光復，舉「舞鳳」艦艦長王傳炯為司令；安徽大通光復，設軍政籌議局，九江軍政分府黎宗岳為首領；清駐鎮江「鏡清」等13艘兵艦宣布起義，11月27日在鎮江軍政府開海陸聯合大會，誓師會攻南京；江蘇高郵光復，軍政事務所長王梓，軍政司令長黃國棟[1]:279。拉薩駐藏新軍起事革命，拘留清駐藏參贊、統領，攻佔駐藏辦事大臣聯豫官署，劫軍火、庫銀；袁世凱自漢口率隊抵北京；清廷命近畿各鎮及各路軍，並桂題軍均歸袁節制調遣；清廷令前外務部尚書呂海寰充中國紅十字會會長，仍兼辦慈善救濟會事宜[1]:280。
- 11月14日——江蘇都督程德全電各省都督，公請孫中山迅速回國，組織臨時政府[1]:280。程德全通电：“大局粗定，军政民政亟须统一，拟联东南各军政府公电，恳请孙中山先生迅速回国，组织临时政府，以一事权。中山先生为首创革命之人，中外人民皆深信仰，组织临时政府舍伊莫属。我公力顾大局，想亦无不赞成。”[4]清廷召見袁世凱，命勿再辭，敦促到閣辦事；清廷命各省公舉代表三五人克期來京，公同會議，以定國是；清廷派張謇、湯壽潛、江春霖、譚延闓、梁鼎芬、趙炳麟、喬樹相、謝遠涵、柯邵忞、渠本翹、王人文、高增爵分別為江蘇、浙江、福建、湖南、廣東、廣西、四川、江西、山東、山西、雲南、陝西省宣慰使，迅赴各屬，宣布朝廷實行實行改革政治宗旨；署湖廣總督王士珍因病解職，清廷任段芝貴暫護湖廣總督；清廷命張錫鑾為山西巡撫；清廷命開缺奉天第二混成協藍天蔚統領官，以聶汝清接充，並賞給陸軍都統銜；湖北軍政府代表李國鏞、孫發緒、夏維松在漢口俄領署與清軍代表王遇甲（第四鎮統制）、易甲鷴會談，湖北軍政府主建立民主共和，清軍表示此與憲政不合，不能協議；湖北鄖陽光復，駐守鄖陽新軍後隊官沈權在地方參事會支持下籌劃反正，是日參事會邀各界人士集會，議決成立軍政分府，知府伍銓因表同情，被推為分府總裁，沈權任司令官；江蘇徐州光復，成立軍政分府，在籍道員段書雲為民政長，原十三協統領徐占鳳任軍政長[1]:280。
- 11月15日——各省都督府代表在上海開第一次代表會議，浙江、江蘇、鎮江、福建、山東、湖南、上海等7處代表參加，定名為各省都督府代表聯合會[1]:280-281。各省都督府代表聯合會電倫敦孫中山，敦請速回國組織臨時政府；楊度、汪精衛在天津組織「國事共濟會」，發表宣言，主張雙方停戰，召開臨時國民會議，公決君主、民主政體；安徽壽州革命黨人張滙滔、王慶雲等起義，清文武官吏潛逃，壽州光復，旋成立淮上軍司令部，推王慶雲為總司令，張滙滔、張倫、袁家聲為副總司令，並兵分三路向皖北各州縣推進，光復六安、懷遠、鳳陽、蚌埠、霍丘、阜陽、渦陽等地；英國外交大臣葛雷電英駐華公使朱爾典，表明英對袁世凱「懷有極其友好的感情和敬意。我們希望看到，作為革命的一個結果，有一個強有力的政府，使中國建立起來的貿易獲得進展。這樣一個政府將得到我們能夠提供的一切外交上的支持」[1]:281。
- 11月16日——孫中山自倫敦電民國軍政府，告以已循途東歸，並謂「總統自當選定黎君，聞黎有推袁之説，合宜亦善」；黃興下令反攻漢口，當夜親率民軍分三路自漢陽渡河反攻，主力攻占居仁門一帶，清軍退向劉家廟；江浙聯軍總司令部在鎮江召開緊急軍事會議，會商進攻南京方略，浙軍由中路自麒麟門攻占紫金山，蘇軍任南路由句容占雨花台炮台，粵軍攻北路占烏龍山、幕府山兩炮台，鎮軍攻占天堡城炮台，總兵力約2萬人；袁世凱組織內閣，推舉國務大臣：外交梁敦彥（胡惟德暫署），民政趙秉鈞，度支嚴修（紹英暫署），學務唐景崇，陸軍王士珍（壽勳暫署），海軍薩鎮冰（譚學衡暫兼署），司法沈家本，農工商張謇（熙彥暫署），郵傳楊士琦（未到任前由梁士詒暫署），理藩達壽；吉林保安會成立，以巡撫陳昭常為會長[1]:281。
- 11月17日——各省都督府代表聯合會議決電請黎元洪、黃興，即派代表來上海與會[1]:281-282。奉天黨人組織奉天省聯合急進會，舉張榕為會長，柳大年、李德瑚、張根仁為副會長；清廷以第二軍總統段祺瑞署湖廣總督兼辦剿撫事宜，以前陝甘總督升允署理督辦陝西軍務；楊度以國事共濟會君主立憲黨領袖名義，上陳情書於資政院，建議南北雙方停戰，請旨召集臨時國民會議，解決君主、民主問題，旋資政院於下旬三次討論此陳情書，無結果；黑龍江保安會成立，以巡撫周樹模為會長[1]:282。
- 11月18日——九江都督馬毓寶派海陸軍總司令李烈鈞抵安慶，被舉為全皖大都督，嗣因當地官紳反對，李於11月28日返回九江；滬軍都督陳其美致電各省，籌組北伐聯軍，共分三軍，由京漢鐵路、津浦鐵路及海道分路進攻；梁啟超電袁世凱，懇辭司法副大臣，並建議在上海召開國民會議，解決國體政體問題；張謇電請內閣，主張共和，促請清帝退位；日本公使伊集院往訪袁世凱，探詢袁對時局之方針，袁主中國應行君主立憲政體，日使表示「以君主立憲統一全國，實為萬全之策」[1]:282。江北都督蒋雁行表示：“大统领一席非孙中山莫属。”[5]
- 11月19日——黎元洪通電各省都督，中央臨時政府暫分7部：內務、外交、教育、財政、交通、軍政、司法，其外交首長除多數省仍已舉伍廷芳、溫宗堯外，其餘各首長應請協舉電知，並推舉張謇為財政首長；寧夏銀川會黨首領劉華堂率民軍舉事，清兵及貧民響應，寧夏道台、知府逃匿，寧夏光復，11月21日成立革命軍政府，12月19日陝甘總督長庚率部攻寧，起義失敗[1]:282。扬州军政府敢死军总指挥边振新登报：“公求孙逸仙先生回国为总统。”[6]
- 11月20日——各省都督府代表聯合會議議決承認武昌為民國中央軍政府，以鄂軍都督執行中央政務，並請以中央軍政府名義委任各代表所推定之伍廷芳、溫宗堯為民國外交總、副長[1]:282-283。下午，袁世凱會見英國《泰晤士報》常駐北京記者莫理循長談，就君主立憲制和共和制各抒己見，莫氏極稱君主立憲制不適用於當時中國，而袁則以為共和制會致瓜分之禍；奉天莊河、復州聯莊會首顧人宜在顧家嶺率眾舉事，11月27日莊河軍政分府成立，顧任關東第一軍司令；袁世凱派代表劉承恩與黎元洪代表孫發緒在漢口俄領署談判「議和」，未成協議，11月22日俄領敖康夫提議雙方先罷兵後議和[1]:283。
- 11月21日——孫中山自倫敦抵達巴黎，居留期間孫訪問過《歐洲信使報》，並接受巴黎《日報》記者訪問，孫稱：一、中國同歐州一般大，不適合中央集權，擬仿照美國實行聯邦制，二、歡迎外國資本及工程師為中國開礦及築路等，三、將在中國實行五權憲法，四、尊重清政府與外國所締結的條約及借款；袁世凱答倫敦《泰晤士報》駐京記者問，稱一旦滅除清政府，恐起內亂，召干涉瓜分之禍，主張君主立憲保全中國；清軍由蔡甸進攻漢陽，民軍失利，退守三眼橋，同日黑山對岸清軍架設浮橋，以備偷渡，被民軍炮火擊毁；廣西軍民聯席會議議決推陸榮廷為廣西大都督，軍政府設於南寧，陸自率兵北伐，由民黨通電促王芝祥離開廣西；川北民軍攻占廣安，成立大漢蜀北軍政府，舉曾省齋為蜀北都督；中華銀行在上海開業，滬軍政府創辦，資本500萬元，官商股各半，開始發行軍用票及定額1,000萬元之公債[1]:283。英國公使朱爾典照會清外務部，借口保證償付到期各國外債與賠款，要求將總税務司完全控制中國所有各口岸關税收入，11月27日外務部覆照同意[1]:283-284。
- 11月22日——重慶中國同盟會會員張培爵聯合起義新軍夏之時光復重慶，成立蜀軍政府，舉張培爵為都督，夏之時為副都督，並通告全國公布《蜀軍政府綱領》凡10章51條；四川布政使尹良等與諮議局議長蒲殿俊等在成都簽訂《四川獨立條約》，凡30條，趙爾豐提出11條，蒲殿俊、羅綸等提出11條；清軍自蔡甸、舵落口西、北兩路分向進攻漢陽三眼橋及美娘山、仙女山，北路清軍由漢口灰面廠渡河占琴斷口[1]:284。
- 11月23日——湖北都督府代表居正到上海參加各省都督府代表聯合會，大會據居正之請，議決同赴湖北組織政府；孫中山訪問法國眾議院，向議員提出法國政府承認中華民國的要求；孫中山與法國東方滙理銀行經理西蒙談話，商談法國給中華民國臨時政府借款事，遭拒，要求代轉法政府施加影響，阻止日俄兩國結盟，亦遭拒；駐北京各國外交團電漢口領袖領事，謂各國外交團代表對於清政府感情甚惡，因其殘殺無辜，慘無人道，以致各國憤怒，各代表請鄂軍政府擔負漢口租界交涉全權，並向清政府要求重大賠償；北京外交團會議，借口形勢危迫，決定向北京增兵，增兵員額以1901年所保持的人數為準[1]:284。
- 11月24日——孫中山由馬賽乘船回國，未了之事，由中國同盟會會員胡秉柯代辦；山東取消獨立，11月28日孫寶琦電清內閣，稱前次獨立「自係誤會」；伍廷芳、張謇等致電忠告攝政王載灃，謂非共和無以免生靈之涂炭，君主政體斷難相容於此後之中國，倘能幡然改悔，共贊共和，國民必能以安富尊榮之禮報皇室[1]:284。廣西副都督陸榮廷通電全國，宣布沈秉鈞率師往援湖北，都督一職由己接任[1]:284-285。江浙聯軍攻占南京烏龍山炮台，乘夜往攻幕府山炮台；湖南軍政府派總指揮劉玉堂率步隊一協抵湖北，進駐漢陽，攻擊仙女山清軍，當夜劉玉堂中彈陣亡[1]:285。
- 11月25日——江浙聯軍攻占南京幕府山，下午占領南京馬群、孝陸衛一帶；各省都督府代表聯合會議決：各省代表赴鄂，宜各有一人留滬，赴鄂者議組織臨時政府事，留滬者聯絡聲氣，以為鄂後會援；清廷命張謇迅速來京，與廷臣詳細討論共和政體及政治改革事宜；清軍攻陷漢陽三眼橋、湯家山、仙女山、美娘山、鍋底山、扁擔山、磨盤山，民軍退守十里鋪；湖北安陸新軍起義，進攻府署，知府滿人桂蔭倉皇逃出，隨即成立軍政府，新軍二十九標三營管帶張楚材自稱大總裁；四川萬縣中國同盟會會員熊曄等策動該縣巡防營管帶劉漢卿反正，稱下東副都統，萬縣光復；日本海軍大臣齋藤電訓第三艦隊司令官川島，漢陽鐵廠「與帝國利益具有重大關係」，清軍或革命軍如欲破壞，「應立刻派出陸戰隊擔任警護」[1]:285。
- 11月26日——袁世凱會見英國公使朱爾典，請出任調停，表示願與武漢達成停戰協定，朱爾典電令英國駐漢總領事葛福，將此意轉告黎元洪；清軍自漢陽磨盤山、仙女山進攻十里鋪，下午十里鋪、黑山相繼復失，援鄂湘軍第一協退武昌，湘軍第二協退鸚鵡洲旋即返湖南；四川內江光復，舉中國同盟會會員吳玉章為行政部長；中國同盟會會員楊兆蓉、鄧西林等運動川南防軍、永寧道衛隊及炮隊起義，並促永寧道劉朝望反正，是日瀘州光復，成立川南軍政府，舉劉朝望為都督[1]:285。中國同盟會會員盧師諦自武漢回四川，聯絡巫山團防孫吉五及巡防軍百餘人在夔府發難，是日扣押夔府知府，夔府光復；山西巡撫張錫鑾抵達石家莊與段祺瑞晤商防剿事宜；梁啟超密函楊度，示「確信共和政體萬不可行於中國，始終抱定君主立憲宗旨。欲求此宗旨之實現，端賴項城」；日本外務大臣內田康哉電告駐奉天總領事落合，帝國政府決定向京津地區增兵，合該地原有華北駐屯軍共為1,243名[1]:286。
- 11月27日——成都光復，趙爾豐被迫宣布四川自治，交出軍政權，成立大漢四川軍政府，由諮議局議長蒲殿俊為都督，朱慶瀾為副都督；清軍自黑山之線進攻漢陽，克龜山，民軍不敵，漢陽失陷；黃興返武昌，在軍政府緊急軍事會議上報告漢陽失守經過，並主放棄武昌，往援南京，張振武等主堅守武昌，獲通過；黎元洪電各省都督，告以漢陽失守，請速派兵援鄂；黎元洪派外交次長王正廷往訪駐漢美總領事顧臨，請其斡旋停戰三日，並示願意接受「建立君主政體」，與「官軍議和」，如遭拒絕，「即無條件讓出武昌城」；廣東都督胡漢民命姚雨平組織北伐軍，任命姚為北伐軍司令；鎮江都督林述慶電請各省都督會同加電福建、廣東，「揀選勁旅就海道猛攻天津，直搗偽京，以圖牽制漢陽北軍……以救危局」；江西軍政府派馮嗣鴻率步隊一協援鄂抵湖北黃州，黎元洪飭即分駐陽邏倉子埠一帶；湖北沙市光復，清旗兵退向荊州；入川鄂軍在資州殺四川總督端方，全軍反正，撥隊東下；清外務部暫署副大臣曹汝霖訪晤日本公使伊集院，告以關東臨時都督藍天蔚在大連準備舉事，東三省各地十數處亦有隨時舉事之勢，「請電致本國政府轉飭有關當局予以相當援助」；清廷命撤銷第三軍，所有各營交袁世凱調遣[1]:286。
- 11月28日——各省都督府代表聯合會議決：電武昌黎都督，報告赴鄂代表本日啟行，通電各省都督府諮議局，報告各省代表赴鄂議組織臨時政府，滬設通信機關於西門江蘇教育總會；黃興辭職赴滬，軍政府以蔣翊武護理戰時總司令，守禦武昌；江浙聯軍總司令部發布各軍聯合攻南京城命令，規定夜12時開始實行；安徽各界公舉中國同盟會會員孫毓筠為都督；駐湖北老河口新兵與會黨舉義，光化光復；民軍游擊隊佔領湖北黃陂縣城，越二日清兵來攻黃陂失陷；江蘇常熟「千人會」抗租舉事，舉孫二為都督，宣布抗租宗旨，焚毁地主住宅，旋遭江蘇都督程德全鎮壓失敗；陸軍第二鎮統制馬龍標因病解職，清廷以陸軍統領王占元充之[1]:287。
- 11月29日——黎元洪特使往訪駐漢英總領事葛福，要求先行停戰三天，以便商談長期停戰條件，葛福當即轉知馮國璋，馮提出完全交出武昌城等3項談判條件；浙江都督湯壽潛電黎元洪，協舉中央臨時政府各部首長：內務程德全、教育章太炎、財政張謇、交通詹天佑、軍政黃興、司法汪精衛，並主改各部名稱：內務為內部，外交為外部，教育為學部，財政為計部或戶部，交通為郵部，軍政為軍部或仍兵部，司法為法部；袁世凱之子、農工商部右丞袁克定密遣朱芾煌持汪精衛函往見黎元洪，約南北聯合，要求清帝遜位，舉袁世凱為臨時大總統，黎立即召開會議，軍政府表示贊同；梁啟超再電袁世凱堅辭司法副大臣，並建議清廷「皇室定姓，改號中國」，並召集國會，「以順輿情定國體」[1]:287。安徽都督李烈鈞要求：“電請孫中山先生回國組織臨時政府。”[7]
- 11月30日——各省都督府代表聯合會在漢口英租界繼續開會，公推譚人鳯為臨時議長，議決：在臨時政府未成立以前，請黎元洪以大都督名義，執行中央政務，答覆清軍統領馮國璋停戰條款[1]:287-288。江浙聯軍進攻南京紫金山天堡城；清軍炮擊武昌，督署被毁，黎元洪擬奔葛店，旋由張振武等追及，阻止於洪山附近；湖北襄陽光復，成立襄陽軍政分府，舉張國荃為總司令；江西援軍3,000人抵湖北；清第三鎮統制曹錕率部自奉天抵達天津[1]:288。

### 12月
- 12月下旬——孫中山以臨時大總統名義告同胞書：「再接再厲，全始全終」[8]:372。
- 12月1日——江浙聯軍與南京清軍經一晝夜激戰，是晨6時攻克天堡城，清兩江總督張人駿、江寧將軍鐵良托美國領事求和；黃興自漢陽抵達上海，當日接見《民立報》記者，告以「此行目的在速定北伐計劃，並謀政治上之統一」；各省代表聯合會致電清內閣總理袁世凱，否認資政院代表民意，「並請萬勿再持君主立憲與共和立憲之歧說，以為全國輿論之公敵」；廣東都督致電黎元洪，提議臨時政府各部長人選，計內務湯壽潛，軍政黃興，財政張謇，司法王寵惠，交通詹天佑，教育汪精衛，外交伍廷芳；汪精衛邀胡鄂公、白逾桓、彭家珍在天津開會，成立中國同盟會京、津、保支部，汪任支部長，下設參謀、軍事、財政、交通4部，白任參謀長，彭任軍事部長；山西大同光復，成立大同軍政分府，舉李德懋為都督；安徽軍政府派兵2營往援湖北，12月13日復派兵1,500名往援；外蒙活佛哲布尊丹巴在俄政府策動下，於庫倫宣布「獨立」，建立「大蒙古國」，組織政府，驅逐清辦事大臣三多；袁世凱電令第一軍總統馮國璋，停止渡江進攻武昌[1]:288。廣東方面亦称：“大總統一職，擬舉孫中山先生。”[9]清內閣電馮國璋，提出停戰條款5條，規定息戰之期為3日，兩軍不得於此期內開戰，息戰之約須有駐漢英總領事官劃押為中證人[1]:288-289。清廷命署漢黃德道黃開文兼辦武漢交涉事宜[1]:289。
- 12月2日——南京光復，江浙聯軍以張人駿、鐵良拒受議和條件，遂開炮攻南京城，張人駿、鐵良、張勳分途逃竄，拂曉淞軍炮轟獅子山炮台，清軍揭白旗獻炮投誠，蘇軍復攻佔雨花台，10時聯軍分別自各門入城，全城居民懸白旗歡迎；拂曉，鎮軍江北支隊驟襲浦口張勳殘部，下午張軍潰逃，浦口光復；駐漢口英領事葛福派員分別與武昌軍政府及清漢黃德道黃開文磋商，南北雙方首次達成停戰協議：自12月3日早8時起至12月6日早8時止，武漢地區停戰3日；黎元洪於武昌洪山召集黨代表會議，改組軍政府，楊時杰任內務部長，李作棟任財政部長，李四光任實業部長，楊玉如任都督府秘書長；漢口各省代表團舉雷奮、馬振武、王正廷3人為臨時政府組織大綱起草委員，並議決如袁世凱響應革命，即選舉為臨時大總統；宋教仁起草之《中華民國鄂州約法及官制草案》在上海《民立報》公布，12月6日續完；胡鄂公等召集京、津、保、灤（州）、通（州）、石（家莊）等地革命同志代表50餘人在津開會，議決為統一革命指揮，在天津設總指揮處，由胡兼任總指揮；清廷添派大學士徐世昌充專司訓練禁衛軍大臣；袁世凱召日人坂西中佐密談，探詢日本向革命黨首領調停及軍費、財政困窘之補救良策；梁啟超自日本再派盛先覺歸國鼓吹「虛君共和」，是日盛抵上海，12月7日盛致函梁告以此說遭章太炎冷遇，並謂「革黨萬不能就虛君共和之策，較溫和如章太炎者所說猶然，況其餘乎？」[1]:289
- 12月3日——各省都督府代表聯合會議決：通過並頒布《中華民國臨時政府組織大綱》，凡四章21條，施行期限以中華民國憲法成立之日為止[1]:289-290。程德全改任江蘇都督，12月6日自蘇州抵達南京視事；中國社會黨在上海召開共和建設會正式成立大會，宣布以研究共和政體，咨詢國民公意，條陳政府以備採擇為宗旨；江蘇軍政府將江蘇官銀號改組為江蘇銀行，資本總額100萬元，總行設蘇州，另在上海、常州、無錫、鎮江等地設分行，1912年2月總行改設上海；清廷派壽勳會同袁世凱、徐世昌籌辦軍務；清廷以河南巡撫寶棻因病解職，任命布政使齊耀琳為河南巡撫，倪嗣沖為河南布政使，幫辦河南軍務；順直諮議局、直隸保安會再電清內閣，請罷兵息戰，由朝廷宣布共和[1]:290。
- 12月4日——各省都督府代表聯合會議決並致電留滬各省代表：臨時政府設於南京，各省代表開臨時大總統選舉會於南京，臨時大總統未舉定以前，仍認鄂軍都督府為中央軍政府，有代表各省軍政府之權，仍推伍廷芳、溫宗堯為外交總、副長，並請廣東、江西、雲南、四川、山西、陝西、甘肅、貴州、東三省迅即派定代表徑赴南京；留滬各省代表舉黃興為暫定大元帥，黎元洪為暫定副完帥，暫定南京為臨時政府所在地；甘肅西寧府黃會首領喬壽山、哥老會首領任得惠率城南元山爾莊農民千餘人舉事，旋遭西寧鎮總兵張定邦鎮壓，失敗；清廷命庫倫辦事大臣三多革職查辦，派幫辦大臣楚克車林掌庫倫辦事大臣印信，即剴切曉諭哲布尊丹巴，毋得輕舉妄動[1]:290。
- 12月5日——各省都督府代表聯合會議決議和條件：「一、推倒滿洲政府；二、主張共和政體；三、禮遇舊皇室；四、以人道主義待滿人」，並密電伍廷芳來鄂，與清方代表議和，公舉胡瑛、王正廷副之；留滬各省代表開會歡迎黃興大元帥，黃興致答詞，主以黎元洪為大元帥，復經勸說，始允暫時勉任[1]:290。黃興電胡漢民，請出師北伐，旋胡照會上海都督陳其美及黃興，告已舉姚雨平為北伐軍正司令，定於二十日（12月10日）出發北上；清內閣電開停戰條件5條，提出停戰3日，期滿續停15日，北軍不遣兵向南，南軍亦不遣兵向北，唐紹儀充總理大臣之代表，與黎元洪或其代表人討論大局；上海千餘人在張園開北伐聯合會成立大會，舉程德全為會長，12月11日該會宣布章程，宣布以聯合各省都督府都督會同北伐，統一軍機，共謀光復為宗旨[1]:291。
- 12月6日——各省都督府代表聯合會議決答覆清內閣所提停戰條件5條，答覆條件為：「一、停戰三日，期滿續停戰15日；二、全國清軍民軍均按兵不動，各守其已領之土地；三、清總理大臣派唐紹儀為代表，與黎大都督或其代表人討論大局」；隆裕准監國攝政王載灃「仍以醇親王退歸藩邸，不再預政」，並諭嗣後用人行政，均責成內閣總理大臣、各國務大臣擔承責任；廣西民軍1,000名離開南寧往援湖北；駐漢口英署總領事葛福分別與南北雙方約定，自12月6日早8時起，至12月9日早8時，武漢停戰延期3日，是為第二次停戰；清廷從袁世凱奏請，將湖北巡防軍改名為武衛右軍[1]:291。
- 12月7日——各省都督府代表聯合會聞上海有推黃興、黎元洪為大元帥、副大元帥之舉，議決由黎元洪電滬軍都督，查實如有人在滬推舉大元帥副大元帥等名目，請其宣告取消，並議決各省代表於12月8日同赴南京；清廷命袁世凱為議和全權大臣，由袁委派代表人馳赴南方討論大局；清廷以攝政王業經退位，命所有陸海各軍暫責成現行專司諸大臣督率管理，其向歸攝政王管轄之禁衛軍，着專司訓練大臣督飭認真訓練；清廷諭准臣民自由剪髮，並改用陽曆[1]:291。河南省諮議局致電清內閣，請求承認共和，免致再開戰禍；英外交大臣葛雷電駐法國、德國、美國英使，令向各該國政府提議，由四國銀行團立即向袁世凱政府提供財政援助[1]:292。
- 12月8日——黎元洪通電各省留滬代表，請設法取消已推舉大元帥、副元帥之事；江西都督彭程萬辭職，改舉九江都督馬毓寶繼任；姚雨平率廣東北伐軍8,000人（中有華僑炸彈隊300人）在廣州誓師，12月18日抵上海；成都兵變，趙爾豐陰謀復辟，乘蒲殿俊校場閱兵之機，唆使成都巡防營嘩變，蒲逃匿；唐紹儀自北京致電上海密友趙鳳昌，轉請張謇、湯壽潛赴漢口參與和議，12月10日趙電覆，告以伍廷芳及張、湯「均不能遠行」，請唐來上海開議；清廷以第一軍總統馮國璋為察哈爾都統，未赴任前以署第一鎮統制何宗蓮署理；上海招商局與英商滙豐銀行簽訂借銀150萬兩合同，以該局所有各埠棧房及市房等財產為擔保，其中有40餘萬兩言明為滬軍都督所借[1]:292。
- 12月9日——南北雙方再次議定，自12月9日早8時起，至12月24日早8時止，各戰場均停戰15日，是為第三次停戰；黃興電覆汪精衛，支持袁世凱為大總統：「項城雄才英略，素負全國眾望，能顧全大局，與民軍為一致行動，迅速推倒滿清政府，令全國大勢早定，外人早日承認，此全國人人所仰望。中華民國大統領一位斷推舉項城無疑」；清廷議和代表唐紹儀一行離開北京，12月11日抵漢口；四川軍政府軍政部長尹昌衡自鳳凰山率部入城平亂，次日軍政府重建，舉尹昌衡為都督、羅綸為副都督；清內閣電各省督撫，令各路防軍仍嚴密整備，毋因停戰稍涉疏懈[1]:292。清廷派馮國璋充禁衛軍總統官；清廷命馮國璋兼充第二軍總統，籌備畿輔及海防一帶，署湖廣總督段祺瑞兼充第一軍總統；清廷以記名副都統良弼為軍諮府軍諮使[1]:293。
- 12月10日——留滬各省代表議決於十月二十一日（12月11日）同赴南京；伍廷芳電黎元洪，謂因留滬代表挽留，礙難赴漢，12月12日伍以「駐各國領事極望在滬談判」為由，再電黎請唐紹儀速來上海；奉天急進會黨人張根仁、柳大年等在寧遠州密謀舉事，事泄被捕，經孫中山與袁世凱交涉，次年2月獲釋；河南鄢陵縣黃道會起義，12月13日與12月16日起義軍數千人分兵攻打太康、開封，遭清軍鎮壓，失敗；倪嗣沖所部清軍違約攻陷安徽太和，12月15日再陷潁州[1]:293。
- 12月11日——伍廷芳致函駐滬美領事，請電轉美國駐華大使就商袁世凱，令唐紹儀來上海議和；唐紹儀在漢口會見黎元洪代表王正廷，王告以伍廷芳不能來漢，約唐同往上海開議；李烈鈞率援鄂皖軍一標抵武昌，黎元洪命駐陽邏一帶；清軍統領趙倜部違約攻陷潼關[1]:293。
- 12月12日——黎元洪在武昌會見唐紹儀，商定上海為議和地點；湖北軍政府在武昌舉行特別會議，增補議和代表孫武、孫發緒、譚人鳳、藍天蔚、時功玖前赴上海參加議和；章太炎覆武昌譚人鳳諸人電：「革命軍起，革命黨消，天下為公，乃克有濟」[1]:293。日公使伊集院訪晤袁世凱，探詢國體問題意向，袁主君主立憲，並稱如唐紹儀交涉不成，將煩勞各國從中調停；清軍第六鎮統制官曹錕違約攻陷山西娘子關，進逼太原，閻錫山北往寧武[1]:294。
- 12月13日——雲南都督蔡鍔致電各省都督，主從速組織中央政府，提出國家組織綱要：一國名定名為中華民國，二國體為君主立憲，三建設有力之中央政府，四劃定地方區域設都督專治兵事，五縮小行政區域；湖北荊州光復，12月9日唐犠支率宜昌革命軍進攻荊州城，請將軍連魁乞降，是日雙方達成協議，12月16日革命軍入城成立荊宜司令部；陳其美於滬軍都督府誘殺鎮江軍政府參謀長陶駿保；清廷諭內閣電寄各省督撫，各省舉辦鄉團，由地方官督察；陸軍第四鎮統制官吳鳳嶺因病解職，清廷以步兵第八協統領陳光遠充任[1]:294。
- 12月14日——各省都督府代表聯合會在南京選舉湯爾和為議長，王寵惠為副議長，並議決於二十六日（12月16日）選舉臨時大總統；黎元洪致電各省都督及軍政分府，告以唐紹儀本日離開漢口轉赴上海，袁世凱狡詐多端，謂：「此次議和之優劣，端視進兵之遲速及兵力之強弱為轉移，總乞各處援兵火速來鄂，以為最後之猛擊」；孫中山經庇朥返國，是日致電鄧澤如相約晤面於新加坡；胡鄂公等在天津組織北方革命協會，宣布以協助革命軍北伐，崇奉三民主義為宗旨，胡任會長；貴州都督楊藎誠率兵3,000名離開貴陽兵援湖北，後聞武漢停戰，遂暫駐湖南常德[1]:294。英國借口「保護」租界，自香港派陸軍162名抵漢口[1]:295。
- 12月15日——各省都督府代表聯合會以黎元洪來電稱「和議未決，不宜先舉總統」，議決緩舉臨時大總統，承認上海所舉大元帥、副元帥，臨時政府組織大綱追加一條：「大總統未舉定以前，其職權由大元帥暫任之」，次日議決臨時政府組織大綱追加條文後，增加一項：「大元帥不能在臨時政府所在地時，以副元帥代行其職權」；孫中山抵新加坡，次日與鄧澤如晤談遲遲歸國原因，在破壞清政府之借外債及謀新政府之借入，並稱「中國今日非五萬萬不能建設裕如」；廣西省議會電各省都督府、軍政府，謂「袁賊分路寇潁，議和實中奸計。乞速會兵北伐，勿再信和，免誤大局」[1]:295。
- 12月31日——各省都督府代表聯合會議決改用陽曆，以中華民國紀元，陰曆十一月十三日，稱中華民國元年1月1日；南北雙方在上海舉行第五次議和會議，伍廷芳提議於次年1月8日在上海召開國民會議，唐紹儀旋電達袁世凱，袁即將內閣所擬國民會選舉法第九條電唐，並力主國民會議在北京召開；清廷議和代表唐紹儀等13人，因議和條款不為袁認可，聯名電袁請辭；孫中山與中國社會黨本部長江亢虎談話，表示贊成社會主義，主張「廣為鼓吹，使其真理論普及全國人心目中。至於方法，原非一成不變者，因時制宜可耳」；俄公使廓索維慈照會清外務部，提出中國不得干涉外蒙內政，不得駐兵外蒙，准俄在外蒙條築鐵路及外蒙任何改革均應俄同意等五條要求[1]:300。